# Harmalina
Harmalina – organiczny związek chemiczny, psychodeliczna substancja psychoaktywna, główny alkaloid beta-karbolinowy ruty stepowej (Peganum harmala). W małych dawkach ma działanie przeciwdepresyjne, w większych psychoaktywne. Jest silnym i krótkotrwałym inhibitorem MAO.